# Bathythrix alter
Bathythrix alter là một loài tò vò trong họ Ichneumonidae.